# Xestomyza lugubris
Xestomyza lugubris är en tvåvingeart som beskrevs av Christian Rudolph Wilhelm Wiedemann 1820. Xestomyza lugubris ingår i släktet Xestomyza och familjen stilettflugor. Inga underarter finns listade i Catalogue of Life.